# Mocis discios
Mocis discios  là một loài bướm đêm thuộc họ Erebidae. Nó được tìm thấy ở Himalaya.